# متحف كونسثاوس غراتس
متحف كونسثاوس غراتس (Kunsthaus Graz)، في النمسا، صممه المعماريان البريطانيان بيتر كوك وكولين فورنييه وافتتح عام 2003، وهو العام الذي كانت فيه غراتس عاصمة الثقافة الأوروبية، واليوم تعتبر رمز غراتس الحديث.
تم تصنيف طراز المتحف ضمن العمارة الفقاعية. وهو تيار معماري ظهر في العقد الأول من القرن الحادي والعشرين ويتميز بالاشكال العضوية. وبالرغم من انه يقع في منطقة تتميز بمباني ذات طراز باروكي، إالا ان تصميمه مشابه جدًا لشكل كائن فضائي. غلافه منحني، ويبرز من جهته العلوية أنابيب لادخال الضوء الطبيعي. غلاف المبنى عمغطى ب 1066 عنصرًا من بلكسي غلاس (بولي ميثيل ميثاكريلات). ومزود أيضا نظام إضاءة رقمي. في المساء، تضيء واجهته وتنقل إشارات ضوئية.

## تصميم المبنى
تم تصميم المتحف بواسطة كولن فورنييه وبيتر كوك. وفقاً لكلية بارتليت للهندسة المعمارية في جامعة كوليدج لندن ، سعى تصميم كونستهاوس إلى أن يكون استفزازياً ومبتكراً في تصميم المتحف من خلال تقديم نهج أقل "مؤسسياً" لتنظيم مساحات العرض واستخدام مواد وتقنيات تصنيع جديدة. يعد المبنى مثالًا على الهندسة المعمارية الفقاعية، وله جلد مصنوع من ألواح أكريليك زرقاء قزحية اللون والتي تتضاعف أيضاً كألواح كهروضوئية.  نظرًا لتباين شكله مع المناطق المحيطة به.
استخدم المصممون واجهة لمنزل يعود إلى منتصف القرن التاسع عشر كان يسمى بالمنزل الحديدي.

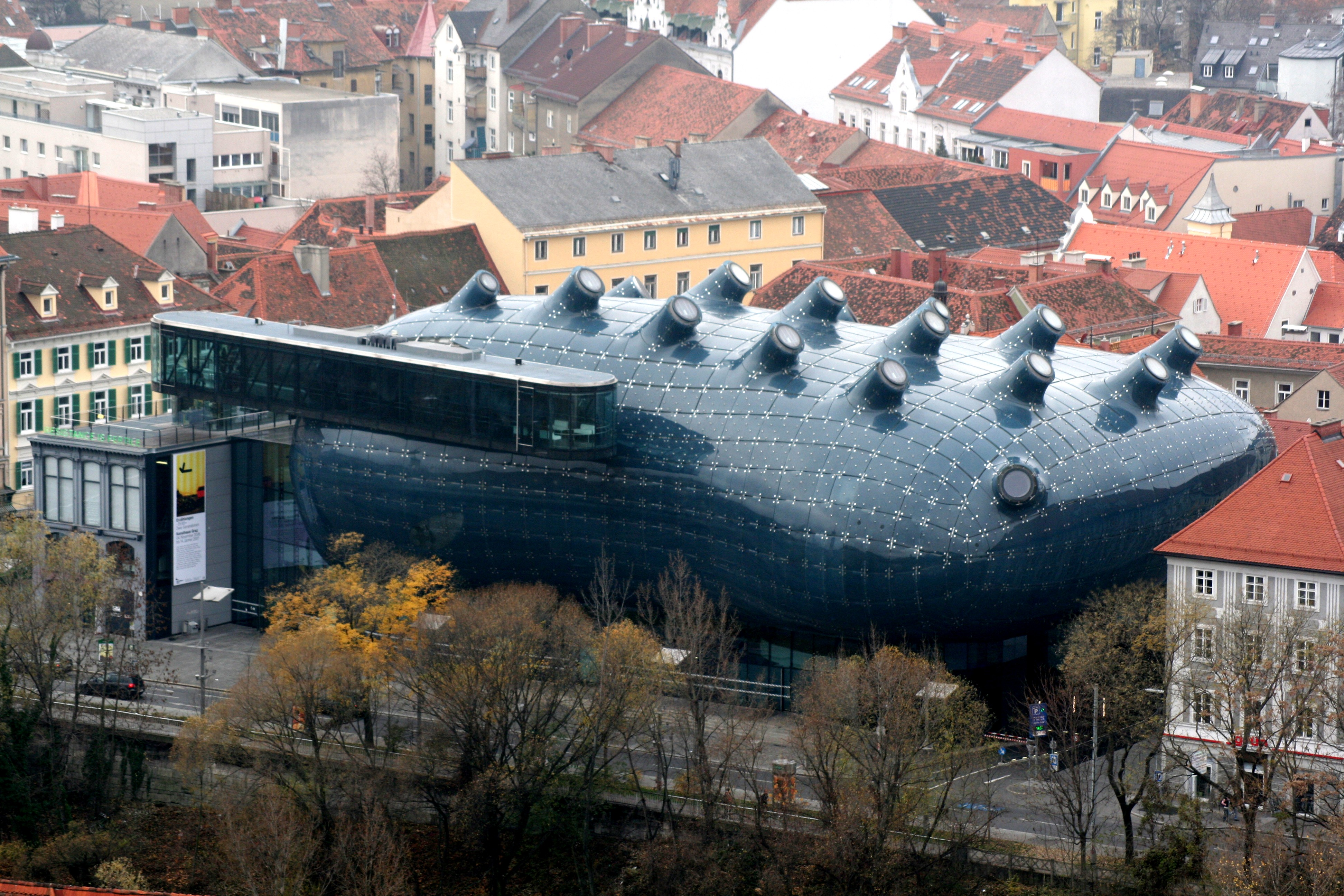
متحف غراتس. النمسا

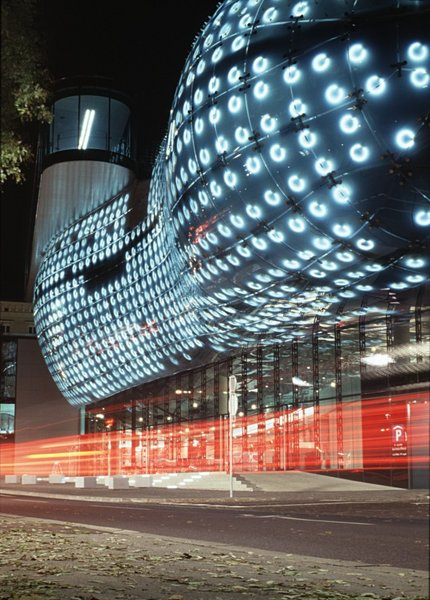
مشهد ليلي